# Груповий розум
Колективний розум або груповий розум (англ. group mind), розум вулика (hive mind) у науковій фантастиці — сюжетний засіб, у якому кілька розумів або свідомостей об'єднані в єдину колективну свідомість або інтелект. Концепція є інтелектуальною версією таких реальних суперорганізмів як колонія бджіл або мурах.
Вперше іншопланетне суспільство-вулик було зображено у романі Герберта Веллса «Перші люди на Місяці» 1901 року, а використання людського колективного розуму в літературі сягає принаймні «Людей-термітів» Девіда Келлера (опубліковано у «Wonder Stories» 1929 року) та науково-фантастичного роману Олафа Степлдона «Останні і перші люди» 1930 року, який є першим відомим вживанням терміну «груповий розум» у науковій фантастиці. Фраза «розум вулика» в науковій фантастиці з'явилася в романі Едмонда Гамільтона «Обличчя безодні» 1942 року (як порівняння з розумом бджолиного вулика), потім в оповіданні «Друга ніч літа» Джеймса Шміца 1950 року.
Колективний розум може бути сформований будь-яким вигаданим сюжетним засобом, який забезпечує комунікацію між мізками, наприклад, телепатією. Він зазвичай розглядається в негативному світлі, особливо в ранніх творах, але деякі новіші твори зображують його як нейтральний або позитивний. Його часто пов'язують з концепцією сутності, яка поширюється серед індивідів і пригнічує або поглинає їхню свідомість, інтегруючи у власну, колективну. Її члени не мають ідентичності чи вільної волі та є одержимими або контрольованими частинами. Індивідууми, що утворюють вулик, можуть спеціалізуватися на різних функціях, подібно до соціальних комах. Деякі колективні розуми мають членів, яких контролюють централізовані «мозок вулика» або «королева вулика», інші мають децентралізований підхід, де члени взаємодіють рівноправно або майже рівноправно для прийняття рішень.